# Ковраге
Ковраге (алб. Kovragë) је насеље у општини Исток на Косову и Метохији.

## Демографија
Насеље има албанску етничку већину, у селу има неколико српских повратичних породица
Број становника на пописима:
- попис становништва 1948. године: 513
- попис становништва 1953. године: 548
- попис становништва 1961. године: 658
- попис становништва 1971. године: 846
- попис становништва 1981. године: 1 088
- попис становништва 1991. године: 1 264